# Dirinaria neotropica
Dirinaria neotropica är en lavart som beskrevs av Kalb. Dirinaria neotropica ingår i släktet Dirinaria och familjen Physciaceae.   Inga underarter finns listade i Catalogue of Life.